# Anatoli Nikolajewitsch Andrianow
Anatoli Nikolajewitsch Andrianow (russisch Анатолий Николаевич Андрианов, englische Transkription Anatoly oder Anatoli Andrianov; * 21. Juli 1936 in Leningrad; † 2. Mai 2020) war ein sowjetischer und russischer Mathematiker.

## Leben
Andrianow wurde 1962 bei Juri Linnik an der Staatlichen Universität Sankt Petersburg als Kandidat der Wissenschaft promoviert (Untersuchung quadratischer Formen mit der Methode der Korrespondenzen) und habilitierte sich 1969 (russischer Doktortitel). Er war Professor am Steklow-Institut der Akademie der Wissenschaften der UdSSR in Sankt Petersburg.
Er befasste sich mit multiplikativer Arithmetik quadratischer Formen, Zetafunktionen automorpher Formen, Modulformen in mehreren Variablen (wie Siegelsche Modulformen), Hecke-Operatoren, sphärischen Funktionen und Thetafunktionen.
1970 war er Invited Speaker auf dem Internationalen Mathematikerkongress in Nizza (On the zeta function of the general linear group) und 1983 in Warschau (Integral representation of quadratic forms by quadratic forms: multiplicative properties). Er war unter anderem Gastwissenschaftler am Max-Planck-Institut für Mathematik in Bonn, am Institut Fourier in Grenoble und am Institute for Advanced Study (1974).
1978 erhielt er den Staatspreis der UdSSR.

## Schriften
- Quadratic forms and Hecke operators, Springer Verlag, Grundlehren der mathematischen Wissenschaften, Band 286, 1987
- mit V. G. Zhuravlev Modulformen und Hecke Operatoren (russisch), Nauka, Moskau 1990